# 라이·라이·야
《라이·라이·야》(일본어: 籟・来・也)는 GARNET CROW의 20번째 싱글이다. 2006년 3월 1일 GIZA studio에서 발매되었다.
전곡의 작곡은 나카무라 유리, 작사는 아즈키 나나, 편곡은 후루이 히로히토가 맡았다.
제목의 “籟”라는 한자는 ‘바람이 물건에 스칠 때 나는 소리’라는 뜻을 가지고 있어 싱글에 바람이 느껴지는 곡들을 담고 있다. 또,〈라이·라이·야〉에는 퀘나라고 하는 민속 악기가 사용되었다.

## 수록곡
1. 라이·라이·야
2. over blow
3. 바람 소리만을 들으며 (일본어: 風の音だけをきいて)
4. 라이·라이·야 (Instrumental)

## 차트 성적
- 최고순위 17위 (오리콘)